# Wolfpriset i medicin
Wolfpriset i medicin är ett av sex Wolfpris. Det har sedan 1978 delats ut årligen. De andra prisen är jordbruksvetenskap, kemi, matematik, fysik och konst. Priset består av ett diplom och 100 000 dollar.

## Pristagare
| År        | Namn                                  | Nationalitet                                     | Motivering |
| --------- | ------------------------------------- | ------------------------------------------------ | --- |
| 1978      | George D. Snell                       | USA                                              | för upptäckten av H-2 antigener, som kodar för viktiga transplantationsantigener vid inträdet av immunsvaret. |
| 1978      | Jean Dausset                          | Frankrike                                        | för upptäckten av HL-A-systemet, det viktiga histokompatibilitetskomplexet i människan och dess viktiga roll vid organtransplantation. |
| 1978      | Jon J. van Rood                       | Nederländerna                                    | för hans bidrag till förståelsen av komplexiteten av HL-A-systemet i människan och dess implikationer vid transplantationer och sjukdom. |
| 1979      | Roger Wolcott Sperry                  | USA                                              | för hans studier av den funktionella differentieringen av hjärnans höger- och vänsterhemisfärer. |
| 1979      | Arvid Carlsson                        | Sverige                                          | för hans arbete som fastslog rollen av dopamin som signalsubstans. |
| 1979      | Oleh Hornykiewicz                     | Österrike                                        | för att ha öppnat nya ansatser till kontrollen av Parkinsons sjukdom medelst L-dopa. |
| 1980      | Cesar Milstein Leo Sachs James Gowans | Argentina / Storbritannien Israel Storbritannien | för deras bidrag till kunskapen om kroppscellers funktion och disfunktion genom deras studier av lymfocyters immunologiska roll, utvecklingen av specifika antikroppar och klarläggandet av mekanismer rörande kontrollen och differentieringen av normala celler och cancerceller. |
| 1981      | Barbara McClintock                    | USA                                              | för hennes fantasifulla och viktiga bidrag till vår förståelse av kromosomers strukturbeteende och funktion, och för hennes identifikation och beskrivning av transponerbara genetiska (mobila) element.                                                                            |
| 1981      | Stanley Cohen                         | USA                                              | för hans koncept som ligger till grund för genteknik; för konstruktionen av en biologiskt funktionell hybridplasmid, och för att ha åstadkommit ett riktigt uttryckt av en främmande gen implanterad i E. coli genom rekombinant DNA-metoden.                                       |
| 1982      | Jean-Pierre Changeux                  | Frankrike                                        | för isoleringen, förädlingen och beskrivningen av acetylkolinreceptorn. |
| 1982      | Solomon Snyder                        | USA                                              | för utvecklingen av sätten att märka signalsubstansreceptorer vilket ger verktyg att beskriva deras egenskaper. |
| 1982      | James Black                           | Storbritannien                                   | för utvecklingen av agenter som blockerar betaadrenergiska recpetorer och histaminreceptorer. |
| 1983/1984 | Pris ej utdelat                       | Pris ej utdelat                                  | Pris ej utdelat |
| 1984/1985 | Donald Steiner                        | USA                                              | för hans upptäckter kring insulins biosyntes och behandling vilket har fått djupgående implikationer för grundläggande biologi och klinisk medicin. |
| 1986      | Osamu Hayaishi                        | Japan                                            | för hans upptäckt av oxygenasenzymen och klarläggandet av deras struktur och biologiska vikt. |
| 1987      | Pedro Cuatrecasas Meir Wilchek        | USA Israel                                       | för uppfinnandet och utvecklingen av affinitetskromotografi och dess tillämpningar i biomedicinska vetenskaper. |
| 1988      | Henri Hers Elizabeth Neufeld          | Belgien USA                                      | för det biomekaniska klarläggandet av lysosomalsjukdomar och de resulterande bidragen till biologi, patologi, graviditetsdiagnos och -terapi. |
| 1989      | John Gurdon                           | Storbritannien                                   | för hans introduktion av äggceller från Xenopus i molekylärbiologi och hans demonstration som visar att kärnan i en differentierad cell och kärnan i ägget skiljer sig uttrycksmässigt men inte i innehållet av det genetiska materialet.                                           |
| 1989      | Edward Lewis                          | USA                                              | för hans demonstration och utforskning av den genetiska kontrollen av utvecklingen av kroppssegment genom homeotiska gener. |
| 1990      | Maclyn McCarty                        | USA                                              | för hans del i demonstrationen att den transformerande faktorn i bakterier är på grund av deoxiribonukleinsyra (DNA) och upptäckten att genetiskt material består av DNA. |
| 1991      | Seymour Benzer                        | USA                                              | för att ha skapat ett nytt fält inom molekylär neurogenetik genom sin pionjärforskning om nervsystemet och genmutationsbeteende. |
| 1992      | Judah Folkman                         | USA                                              | för hans upptäckter som grundlade konceptet och utvecklade fältet angiogenesisforskning. |
| 1993      | Pris ej utdelat                       | Pris ej utdelat                                  | Pris ej utdelat |
| 1994/1995 | Michael Berridge Yasutomi Nishizuka   | Storbritannien Japan                             | för deras upptäckter om cellulär transmembransignalering med fosfolipider och kalcium. |
| 1995/1996 | Stanley Prusiner                      | USA                                              | för att ha upptäckt prioner, en ny klass av patogener som orsakar viktiga neurodegenerande sjukdomar genom att inducera förändringar i proteinstruktur. |
| 1997      | Mary Frances Lyon                     | Storbritannien                                   | för hennes hypotes om slumpmässig inaktivering av X-kromosomer i däggdjur. |
| 1998      | Michael Sela Ruth Arnon               | Israel                                           | för deras viktiga upptäckter inom immunologi. |
| 1999      | Eric Kandel                           | USA                                              | för klarläggandet av de organiska, cellulära och molekylära mekanismer medelst korttidsminne förvandlas till långtidsminne. |
| 2000      | Pris ej utdelat                       | Pris ej utdelat                                  | Pris ej utdelat |
| 2001      | Avram Hershko Alexander Varshavsky    | Israel; Ryssland / USA                           | för upptäckten av ubiquitinsystemet av intracellulär proteindegradering och den avgörande funktionen hos detta system i cellulär reglering. |
| 2002/2003 | Ralph Brinster                        | USA                                              | för utvecklingen av procedurer att manipulera musägg och -embryo som har möjliggjort transgenesis och dess tillämpningar i möss. |
| 2002/2003 | Mario Capecchi Oliver Smithies        | USA; Storbritannien / USA                        | för deras bidrag till utvecklingen av genspecificering, vilket har möjliggjort klarläggande av genfunktioner hos möss. |
| 2004      | Robert Weinberg                       | USA                                              | för hans upptäckt att cancerceller, mänskliga tumörceller inkluderade, bär somatiskt muterade gen-onkogener som verkar för att driva deras elakartade spridning. |
| 2004      | Roger Tsien                           | USA                                              | för hans nyskapande bidrag till designen och biologiska tillämpningen av nya fluoroscenta och fotolabila molekyler för att analysera och störa cellsignalöverföring. |
| 2005      | Alexander Levitzki                    | Israel                                           | för hans nyskapande signalöverföringsterapi och för utvecklingen av tyrosinkinasinhiberare som effektiva agenter mot cancer och andra sjukdomar. |
| 2005      | Anthony Hunter                        | Storbritannien / USA                             | för upptäckten av proteinkinas och fosforylattyrosinrester i proteiner, vilket är kritiskt för regleringen av en stor grupp cellulära händelser, däribland elakartad transformation.                                                                                                |
| 2005      | Anthony Pawson                        | Storbritannien / Kanada                          | för hans upptäckt av proteindelar i huvudsak avsedda för att medla protein till protein-interaktioner i signalvägar, och insikten denna forskning har gett i cancer. |
| 2006/2007 | Pris ej utdelat                       | Pris ej utdelat                                  | Pris ej utdelat |
| 2008      | Howard Cedar Aharon Razin             | USA Israel                                       | för deras grundläggande bidrag till vår förståesle av DNA-metylerings roll i kontrollen av gentolkningen. |
| 2009      | Pris ej utdelat                       | Pris ej utdelat                                  | Pris ej utdelat |
| 2010      | Axel Ullrich                          | Västtyskland                                     | för hans pionjärinsatser inom upptäckt och karaktärisering av mänskliga proto-onkogener och utvecklingen av nya cancerterapier. |
| 2011      | Shinya Yamanaka Rudolf Jaenisch       | USA                                              | för skapandet av inducerade pluriptenta stamceller (iPS) från hudceller (Yamanaka) och påvisandet att iPS-celler kan användas för att bota genetiska sjukdomar i däggdjur, och på så sätt ha påvisat deras terapeutiska potential (Jaenisch)                                        |
| 2012      | Ronald M. Evans                       | USA                                              | för hans upptäckt av gensuperfamiljen som kodar kärnreceptorer och utrönandet av aktionsmekanismen för denna klass av receptorer. |
| 2013      | Pris ej utdelat                       | Pris ej utdelat                                  | Pris ej utdelat |
| 2014      | Nahum Sonenberg                       | Israel / Kanada                                  | för hans upptäckt av proteinerna som styr proteinexpressionsmekanismen och deras verkan. |
| 2014      | Gary Ruvkun Victor Ambros             | USA                                              | för upptäckten av mikro-RNA-molekylerna som spelar en nyckelroll i kontrollen av genexpressionen i naturliga processer och utvecklingen av sjukdom. |
| 2015      | John Kappler Philippa Marrack         | USA                                              | för omfattande bidrag till förståelsen av antigen-specifika nyckelmolekyler, T-cellreceptorn för antigener och antikroppar och hur dessa molekyler deltar i immunigenkänning och effektorfunktion.                                                                                  |
| 2015      | Jeffrey Ravetch                       | USA                                              | för omfattande bidrag till förståelsen av antigen-specifika nyckelmolekyler, T-cellreceptorn för antigener och antikroppar och hur dessa molekyler deltar i immunigenkänning och effektorfunktion.                                                                                  |